# 뛰쳐나온다! 퍼즐 보블 3D
〈뛰쳐나온다! 퍼즐 보블 3D〉(일본어: とびだす！パズルボブル 3D)는 스퀘어 에닉스에서 2011년에 출시한 퍼즐 게임으로, 《퍼즐 보블》 시리즈의 작품 중 하나이다. 북미 지역에는 〈버스트 어 무브 유니버스〉(영어: Bust-a-Move Universe), 유럽 지역에는 〈퍼즐 보블 유니버스〉(영어: Puzzle Bobble Universe)라는 제목으로 출시되었으며, 대한민국에는 출시되지 않았다.